# Astragalus bosbutooensis
Astragalus bosbutooensis är en ärtväxtart som beskrevs av Ennafa Vasil'evna Nikitina och Sudn. Astragalus bosbutooensis ingår i släktet vedlar, och familjen ärtväxter. Inga underarter finns listade i Catalogue of Life.